# Paradoxornis
A Paradoxornis a madarak osztályának verébalakúak (Passeriformes) rendjébe és a óvilági poszátafélék (Sylviidae) családjába tartozó nem.

## Rendszerezés
A nembe korábban 20 fajt soroltak be, mára ebből három maradt, a többit a Cholornis, Neosuthora, Psittiparus, Sinosuthora és Suthora nemekbe helyezték át:
- Dzsungel-papagájcsőrű cinege (Paradoxornis flavirostris)
- Nádi papagájcinege (Paradoxornis heudei)
- Paradoxornis guttaticollis
- Chleuasicus atrosuperciliaris, korábban Paradoxornis atrosuperciliaris
- Cholornis paradoxus, korábban Paradoxornis paradoxa
- Cholornis unicolor, korábban Paradoxornis unicolor
- Neosuthora davidiana, korábban Paradoxornis davidianus
- Psittiparus bakeri, korábban Paradoxornis bakeri
- Psittiparus gularis, korábban Paradoxornis gularis
- Psittiparus margaritae, korábban Paradoxornis margaritae
- Psittiparus ruficeps, korábban Paradoxornis ruficeps
- Sinosuthora alphonsiana, korábban Paradoxornis alphonsianus
- Sinosuthora brunnea, korábban Paradoxornis brunneus
- Sinosuthora conspicillata, korábban Paradoxornis conspicillatus
- Sinosuthora przewalskii, korábban Paradoxornis przewalskii
- Sinosuthora webbiana, korábban Paradoxornis webbianus
- Sinosuthora zappeyi, korábban Paradoxornis zappeyi
- Suthora fulvifrons, korábban Paradoxornis fulvifrons
- Suthora nipalensis, korábban Paradoxornis nipalensis
- Suthora verreauxi, korábban Paradoxornis verreauxi